# Kara śmierci w Kalifornii
Kara śmierci figuruje w prawie amerykańskiego stanu Kalifornia. Od przywrócenia najwyższego wymiaru kary przez Sąd Najwyższy Stanów Zjednoczonych w 1976 roku odbyło się tam 13 egzekucji. Dwie wykonano w komorze gazowej, a pozostałych jedenaście przez wstrzyknięcie śmiertelnej trucizny. Wykonywanie wyroków śmierci odbywa się tam na terenie Więzienia Stanowego San Quentin. Do 11 marca 2019 w tamtejszym bloku śmierci przebywało 737 skazańców.

## Egzekucje po 1976
13 osób stracono w Kalifornii po Gregg v. Georgia za morderstwo. Pierwsze 2 egzekucje odbyły się za pomocą komory gazowej, pozostałe wykonano przez zastrzyk trucizny.
|    | Skazaniec               | Data egzekucji   | Ofiary | Gubernator            |
| -- | ----------------------- | ---------------- | --- | --------------------- |
| 1  | Robert Alton Harris     | 21 kwietnia 1992 | John Mayeski i Michael Baker | Pete Wilson           |
| 2  | David Edwin Mason       | 24 sierpnia 1993 | Joan Picard, Arthur Jennings, Boyd Johnson, Antionette Brown i Dorothy Land | Pete Wilson           |
| 3  | William George Bonin    | 23 lutego 1996   | Marcus Grabs, Donald Hyden, David Murillo, Dennis Frank Fox, Charles Miranda, James McCabe, Ronald Gatlin, Harry Todd Turner, Russell Rugh, Glenn Barker, Steven Wood, Darin Lee Kendrick, Lawrence Sharp i Steven Jay Wells | Pete Wilson           |
| 4  | Keith Daniel Williams   | 31 maja 1996     | Lourdes Meza, Miguel Vargas i Salvador Vargas | Pete Wilson           |
| 5  | Thomas Martin Thompson  | 14 lipca 1998    | Ginger Fleischli | Pete Wilson           |
| 6  | Jaturun Siripongs       | 9 lutego 1999    | Packovan Wattanporn i Quach Nguyen | Gray Davis            |
| 7  | Manuel Pina Babbitt     | 4 maja 1999      | Leah Schendel | Gray Davis            |
| 8  | Darrell Keith Rich      | 15 marca 2000    | Annette Fay Edwards, Patricia Ann Moore, Linda Diane Slavik i Annette Lynn Selix | Gray Davis            |
| 9  | Robert Lee Massie       | 27 marca 2001    | Boris G. Naumoff | Gray Davis            |
| 10 | Stephen Wayne Anderson  | 29 stycznia 2002 | Elizabeth Lyman | Gray Davis            |
| 11 | Donald Jay Beardslee    | 19 stycznia 2005 | Stacey Benjamin i Patty Geddling | Arnold Schwarzenegger |
| 12 | Stanley Tookie Williams | 13 grudnia 2005  | Albert Owens, Yen-Yi Yang, Tsai-Shai Lin i Yee-Chen Lin | Arnold Schwarzenegger |
| 13 | Clarence Ray Allen      | 17 stycznia 2006 | Bryon Schletewitz, Josephine Rocha i Douglas White | Arnold Schwarzenegger |